# Lucilia cuprina
Ruồi lằn (Danh pháp khoa học: Lucilia cuprina, trước đây là Phaenicia cuprina) hay còn gọi là ruồi nhặng cừu Úc (Australian sheep blowfly) hay ruồi lằn là “ruồi tử thần” là một loài ruồi trong họ Calliphoridae, chúng là loài ruồi thích ăn xác chết, đặc biệt là tinh dịch của người đã chết.

## Đặc điểm
Chúng xuất hiện trên xác động vật rất nhanh, ngay sau khi phát hiện máu hay mùi thối từ tử thi, Ruồi lằn luôn là loại côn trùng đến sớm nhất sau khi động vật chết. Trong nhiều trường hợp người ta có cảm giác ruồi lằn ẩn náu sẵn trong cơ thể động vật trước khi chúng chết.
Ruồi lằn là một trong những loại côn trùng xuất hiện ở hiện trường các vụ án mạng. Ruồi lằn cũng có thể trở thành trợ thủ đắc lực của cảnh sát trong quá trình phá án. Nhiều vụ án mạng trong nhà, hung thủ xóa sạch mọi dấu vết ở hiện trường. Nhưng nhờ chất thải của ruồi lằn ở vị trí khác trong nhà, cảnh sát vẫn lấy được DNA và những manh mối khác.
Chúng bay loạn xạ và để lại chất thải trên xác chết. Vì thế chúng có thể làm xáo trộn hiện trường án mạng. Ruồi lằn có thể khiến cảnh sát xác định nhầm kẻ giết người. khả năng một con ruồi lằn ăn tinh dịch của một nam giới vô tội rồi bay tới hiện trường vụ án mạng và để lại chất thải. Sau đó cảnh sát sẽ phân tích chất thải của con ruồi vì nó rất giống máu và phát hiện DNA của nam giới vô tội kia. 

## Tập tính ăn
Tinh dịch là thứ mà ruồi lằn thích ăn nhất. Tinh dịch giống như ma túy đối với ruồi lằn. Ruồi lằn thích tinh dịch bởi loại hợp chất này có hàm lượng protein cao. Trên thực tế, tinh dịch chứa hơn 200 loại protein, cao hơn nhiều so với máu, ruồi lằn thích những thứ có mùi vị đa dạng và tinh dịch đáp ứng tiêu chí đó. Ruồi lằn thích máu và tinh dịch khô hơn so với máu và tinh dịch ướt.
Sau khi ăn tinh dịch, chúng có biểu hiện giống như say rượu. Chúng bay loạn xạ và liệt một phần cơ thể. Rất nhiều ruồi lằn chết vì ăn tinh dịch, Nếu ruồi lằn ăn tinh dịch của một người vô tội rồi bay tới hiện trường vụ án mạng, cảnh sát có thể xác định nhầm kẻ gây án. Nước bọt là thứ ruồi lằn không bao giờ ăn. Chúng cũng ăn máu, nhưng chỉ khi chúng chẳng còn gì để ăn.
Chất thải của ruồi lằn có hình dạng khá giống vết máu, có thể lấy mẫu DNA của một con người từ chất thải của ruồi lằn, Nếu ruồi lằn ăn tinh dịch hay một hỗn hợp chứa tinh dịch, có thể lấy được mẫu DNA hoàn chỉnh từ chất thải của chúng. Trong trường hợp chúng ăn máu, cũng có thể lấy mẫu DNA. Nhưng bạn không thể lấy mẫu DNA nếu chúng ăn nước bọt. Ruồi lằn có thể gây nên các vấn đề tại hiện trường án mạng sau khi các chất dịch trên tử thi đã khô.